# Phrontis vibex
Phrontis vibex is een slakkensoort uit de familie van de Nassariidae. De wetenschappelijke naam van de soort werd in 1822 voor het eerst geldig gepubliceerd door Thomas Say.